# Denise LaSalle
Denise LaSalle, geboren als Ora Denise Allen (Sidon (Mississippi), 16 juli 1939 – Nashville (Tennessee), 8 januari 2018), was een Amerikaanse blues-, soul- en r&b-zangeres en muziekproducente.

## Biografie
Ora Denise Allen werd geboren in Leflore County als jongste van acht kinderen van Nathaniel en Nancy Allen. Vanaf 7-jarige leeftijd groeide ze op in Belzoni. Ze zong als baptiste in het kerkkoor en op 15-jarige leeftijd schreef ze verhalen, die ze kon verkopen aan het tijdschrift 'Tan and True Confessions'. Als opgroeiende verhuisde ze naar Chicago en begon ze songs te schrijven. Gelijktijdig zong ze in het gospelkoor The Sacred Five. Ze bedacht de artiestennaam LaSalle, omdat deze Frans klonk.
In 1967 bracht LaSalle haar eerste opname A Love Reputation uit bij het label van Billy Emerson. In de komende jaren had ze succes als zangeres, songwriter en producente en als label- en nachtclubeigenares. In 1969 richtte ze met Bill Jones, met wie ze in hetzelfde jaar trouwde en van wie ze in 1974 scheidde, het label Crajon Enterprises op en schreef ze met Get Your Lie Straight een hit voor Bill Coday, die bij haar label werd uitgebracht. In 1971/1972 had ze haar eerste eigen grote hit met de song Trapped by a Thing Called Love en met Now Run and Tell That en Man Sized Job volgden twee verdere top-10-nummers in de r&b-hitlijst. Gelijktijdig concentreerde ze zich toenemend op de countrymuziek. Haar song Married But Not to Each Other uit 1976 werd succesvol gecoverd door de countryzangeres Barbara Mandrell.
In 1977 trouwde LaSalle met James Wolfe jr., met wie ze twee kinderen had. Vanaf 1984 nam ze meerdere albums en singles op voor Malaco Records in Jackson, waarmee ze zeer succesvol was. Negen van de bij Malaco Records opgenomen albums plaatsten zich in de nationale hitlijsten en de single My Toot Toot uit 1985 kon zich zelfs internationaal plaatsen. In 1986 richtte ze de National Association for the Preservation of the Blues op om de soul/bluesstijl meer onder de aandacht te brengen. Gelijktijdig schreef ze songs voor andere muzikanten en het voor Z.Z. Hill geschreven Someone Else Is Steppin' werd voor deze een groot succes. Voor Ann Peebles en Little Milton schreef ze samen met Mack Rice de song Packed Up and Took My Man, dat later werd gesampled door de rapper Ghostface Killah voor zijn hit Walk Around. In 1997 verliet LaSalle Malaco Records en nam ze bij haar eigen label Angel In the Mids een gospelalbum op, waarna verdere albums volgden. In 2008 keerde ze terug naar Malaco Records.

## Overlijden
Denise LaSalle overleed in januari 2018 op 78-jarige leeftijd aan complicaties na een beenamputatie.

## Discografie

### Singles
- 1967: Love Reputation / One Little Thing
- 1970: Trying to Forget / We've Got Love
- 1971: Keep It Coming
- 1971:	Trapped By A Thing Called Love
- 1972:	Now Run And Tell That
- 1972: Man Sized Job
- 1972: The Deeper I Go, The Better It Gets
- 1972: I'm Over You
- 1972: Heartbreaker of the Year / Hung Up Strung Out
- 1972: Too Late to Check Your Trap / Heartbreaker of the Year
- 1972: Right Track / Too Late to Check Your Trap
- 1973: What It Takes To Get a Good Woman / Make a Good Thing Better
- 1973: Your Man and Your Best Friend / What Am I Doing Wrong
- 1974: Don't Nobody Live Here (By The Name Of Fool) / Good Goody Getter
- 1974: Get Up off My Mind / Best Thing I Ever Had
- 1975: My Brand on You / Any Time Is the Right Time
- 1975: Here I Am Again / Hung Up Strung Out
- 1975: Count Down / A Promise Is a Promise (And Fly Me to the Moon)
- 1976: Married But Not to Each Other / Who's the Fool
- 1976: Hellfire Loving / Versions
- 1977:	Love Me Right
- 1977: Freedom to Express Yourself / Second Breath
- 1977: Fool Me Good
- 1978: One Life to Live / Before You Take It to the Streets
- 1978: Workin' Overtime / No Matter What They Say
- 1979: P.A.R.T.Y. (Where Is It?) / Under The Influence
- 1979: Think About It / Versions
- 1980: Try My Love / May The Funk B With You
- 1980: I'm So Hot / Versions
- 1981: I'm Trippin’ On You / I'll Get Some Help (& Satisfaction)
- 1983: Down Home Blues / X-Rated Versions
- 1983: Lady in the Street / I Was Not the Best Woman
- 1983: Lay Me Down / I Was Telling Him About You
- 1983: Come to Bed / Keeps Me Running Back
- 1983: Come to Bed / I Was Not the Best Woman
- 1984: Right Place Right Time / Come to Bed
- 1984: Right Place Right Time / Bump And Grind
- 1984: Treat Your Man Like A Baby / Come To Bed
- 1984: He's Not Available / Right Place Right Time
- 1985:	My Toot Toot
- 1985: Give Me Yo' Most Strongest Whisky
- 1985: Santa Claus Got The Blues / Love Is a Five Letter Word
- 1986: Let the Four Winds Blow / Sometimes / Right Time, Right Place
- 1986: What's Going on in My House / Learnin' How to Cheat on You
- 1989: Bring It on Home to Me / Write This One Off
- 1989: I Forgot To Remember / Caught In Your Own Mess
- 1989: Don't Cry No More / Eee Tee
- 1990: Drop That Zero / Trapped 1990
- 1992: Don't Pick It Up / Don't Jump My Pony
- 1992: When We're Making Love / Don't Pick It Up
- 1992: Don't Jump My Pony / Juke Box Strip
- 1992: Fool Me Good / Love Me Right
- 1995: Right Side of the Wrong Bed
- 1995: Do Ya Think I'm Sexy
- 2001: There's No Separation
- 2002: 24 Hours

### Albums
- 1967: A Love Reputation
- 1972:	Trapped By A Thing Called Love
- 1972: Doin' it right
- 1973: On the Loose
- 1975: Here I Am Again
- 1976: Second Breath
- 1977: The Bitch Is Bad!
- 1978: Under The Influence
- 1978: Shot of Love
- 1979: Unwrapped
- 1980: I'm So Hot
- 1981: Guaranteed
- 1983: A Lady in the Street
- 1984: Right Place Right Time
- 1985: Love Talkin'
- 1985: My Toot Toot
- 1986: Rain and Fire
- 1987: It's Lying Time Again
- 1989: Hittin' Where It Hurts
- 1989: Holdin' Hands with the Blues
- 1990: Still Trapped
- 1992: Love Me Right
- 1994: I'm Here Again … Plus
- 1995: Still Bad
- 1997: Smokin' In Bed
- 1999: God's Got My Back
- 2000: This Real Woman
- 2001: I Get What I Want – The Best Of
- 2001: There's No Separation
- 2002: Still the Queen
- 2003: My Toot Toot: Definitive Anthology
- 2004: Wanted
- 2007: Pay Before You Pump
- 2010: 24 Hour Woman

- Bibliothèque nationale de France: cb13921931j (data)
- Gemeinsame Normdatei: 134440102
- International Standard Name Identifier: 0000 0000 5513 3426
- Library of Congress Control Number: n94105415
- MusicBrainz: 5048de90-abf2-4da7-8f8f-c3a567feef2d
- Nederlandse Thesaurus van Auteursnamen: 072774215
- Système universitaire de documentation: 174542127
- Virtual International Authority File: 12493441
- WorldCat: E39PBJpJ9QcDD6jYVQ9PxWDwmd